# Gulebi
Gulebi (en georgiano: გულები) es una aldea de Georgia ubicada en el suroeste de la República Autónoma de Ayaria, siendo parte del municipio de Keda. 

## Geografía
Gulebi está en el margen derecha del río Ayaristskali en la cordillera de Mesjetia, a 16 km de Keda.

## Demografía
La evolución demográfica de Gulebi entre 2002 y 2014 fue la siguiente:
| 291                                             | 235 |
| (Fuente: Population of Georgia in Soviet times) |     |

Según el último censo del año 2014, el pueblo tenía una población de 299 habitantes, siendo todos georgianos.

## Economía
En el pueblo hay agua mineral sulfurosa. Durante el período soviético se desarrollaron el cultivo de tabaco, fruticultura, viticultura y té. 

## Infraestructura

### Arquitectura, monumentos y lugares de interés
Aquí se encuentra la mezquita de Gulebi, una mezquita de madera y monumento de importancia nacional, decorada con adornos.